# Elias Carl Strokirk
Elias Carl Strokirk, född 15 september 1814 på Ölsboda bruk, Nysunds socken, död 13 juni 1887 på egendomen Degernäs i Karlskoga socken, var en svensk brukspatron och militär.

## Biografi
Elias Carl Strokirk var son till Jeppe Strokirk och Hedvig Magdalena Broms. Han studerade vid Karolinska skolan i Örebro och Uppsala Lyceum. Därefter inledde han en bana inom det militära. Han blev han korpral, kornett, löjtnant och slutligen ryttmästare. Strokirk förvaltade egendomarna Degernäs och Övre Degerfors, vilka han ärvde vid sin fars frånfälle 1856. Vidare var han direktör i Kristinehamns enskild bank i Värmland och Laxå bruks disponent från 1873. Han var riddare av Svärdsorden.
Strokirk var gift med Ulla Hammarhjelm, dotter till hovmarskalken Carl Fredrik Hammarhjelm. Han begravdes på Nysunds kyrkogård.

## Utmärkelser
- Riddare av Svärdsorden

[Redigera Wikidata]